# 乳源葡萄
乳源葡萄（学名：Vitis ruyuanensis）是葡萄科葡萄属的植物。分布于中国大陆的广东等地，生长于海拔200米的地区，多生长于山坡灌丛。